# Shizunojo Takeshita
Pour les articles homonymes, voir Takeshita.
Shizunojo Takeshita (竹下 しづの女), née Takeshita Shizuno (竹下 静廼) le 19 mars 1887 à Yukuhashi et morte le 3 août 1951 à Fukuoka, est une poétesse japonaise de haiku de la première moitié du XXe siècle.

## Source de la traduction
- (de) Cet article est partiellement ou en totalité issu de l’article de Wikipédia en allemand intitulé « Takeshita Shizunojo » (voir la liste des auteurs).